# Borzja
Borzja (rusky Борзя) je řeka v Zabajkalském kraji v Rusku. Je 304 km dlouhá. Povodí má rozlohu 7080 km².

## Průběh toku
Pramení na horském hřbetu Kukulbej. Teče v širokém bažinatém údolí mezi suchými stepmi. Ústí zprava do Ononu (povodí Amuru).

## Vodní stav
Zdroj vody je převážně dešťový. V létě dochází k prudkým povodním. Promrzá do dna od poloviny listopadu do začátku dubna. V letech s malým množstvím srážek vysychá. Průměrný roční průtok vody činí 2,8 m³/s.

## Využití
Na řece leží město Borzja.